# Albert Rocas
Pour les articles homonymes, voir Rocas.
Ne doit pas être confondu avec Albert Roca.
Albert Rocas, né le 16 juin 1982 à Palafrugell, est un handballeur espagnol évoluant au poste d'ailier droit. Il est notamment double Champion du monde, en 2005 et en 2013.

## Palmarès

### Club
compétitions internationales 
- Ligue des champions (1) : 2011
- Coupe des vainqueurs de coupe (1) : 2004

 compétitions nationales 
- Championnat d'Espagne (4) : 2005, 2011, 2012, 2013
- Coupe du Roi (2) : 2009, 2010
- Coupe ASOBAL (3) : 2003, 2010, 2012, 2013
- Supercoupe d'Espagne (4) : 2006, 2009, 2010, 2013

### Sélection nationale
- Jeux olympiques
  -  Médaille de bronze aux Jeux olympiques 2008 de Pékin,  Chine
- Championnats du monde
  -  Médaille d'or au Championnat du monde 2005,  Tunisie
  -  Médaille de bronze au Championnat du monde 2011,  Suède
  -  Médaille d'or au Championnat du monde 2013,  Espagne
- Championnat d'Europe
  -  Médaille d'argent au Championnat d'Europe 2006,  Suisse
  -  Médaille de bronze au Championnat d'Europe 2014,  Danemark

### Récompenses individuelles
- Meilleur ailier droit du Championnat d'Espagne en 2004, 2007, 2008
- Meilleur ailier droit des Jeux olympiques 2008 de Pékin

## Galerie

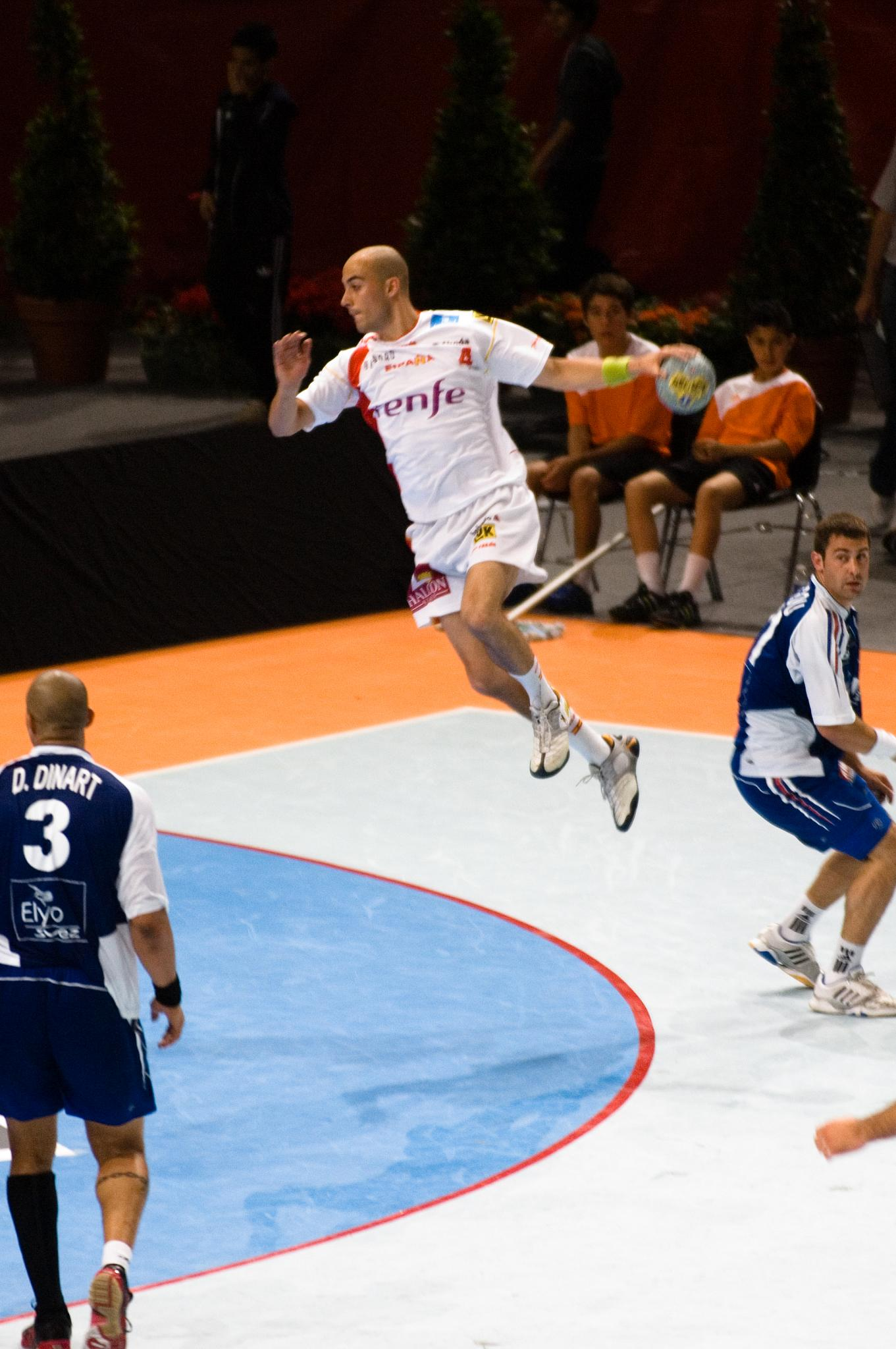
Avec l'Espagne en 2008
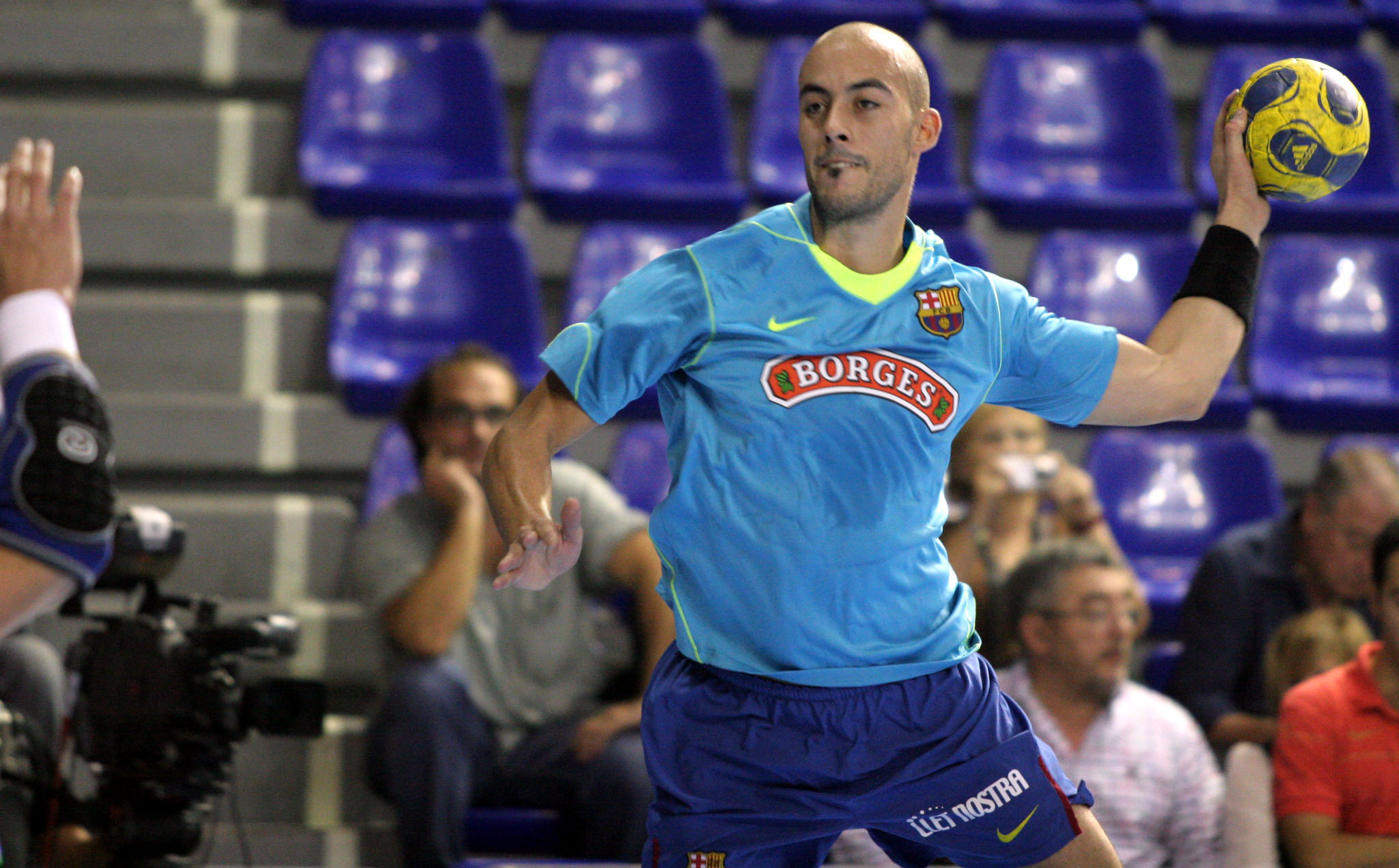
Avec le Barça en 2008
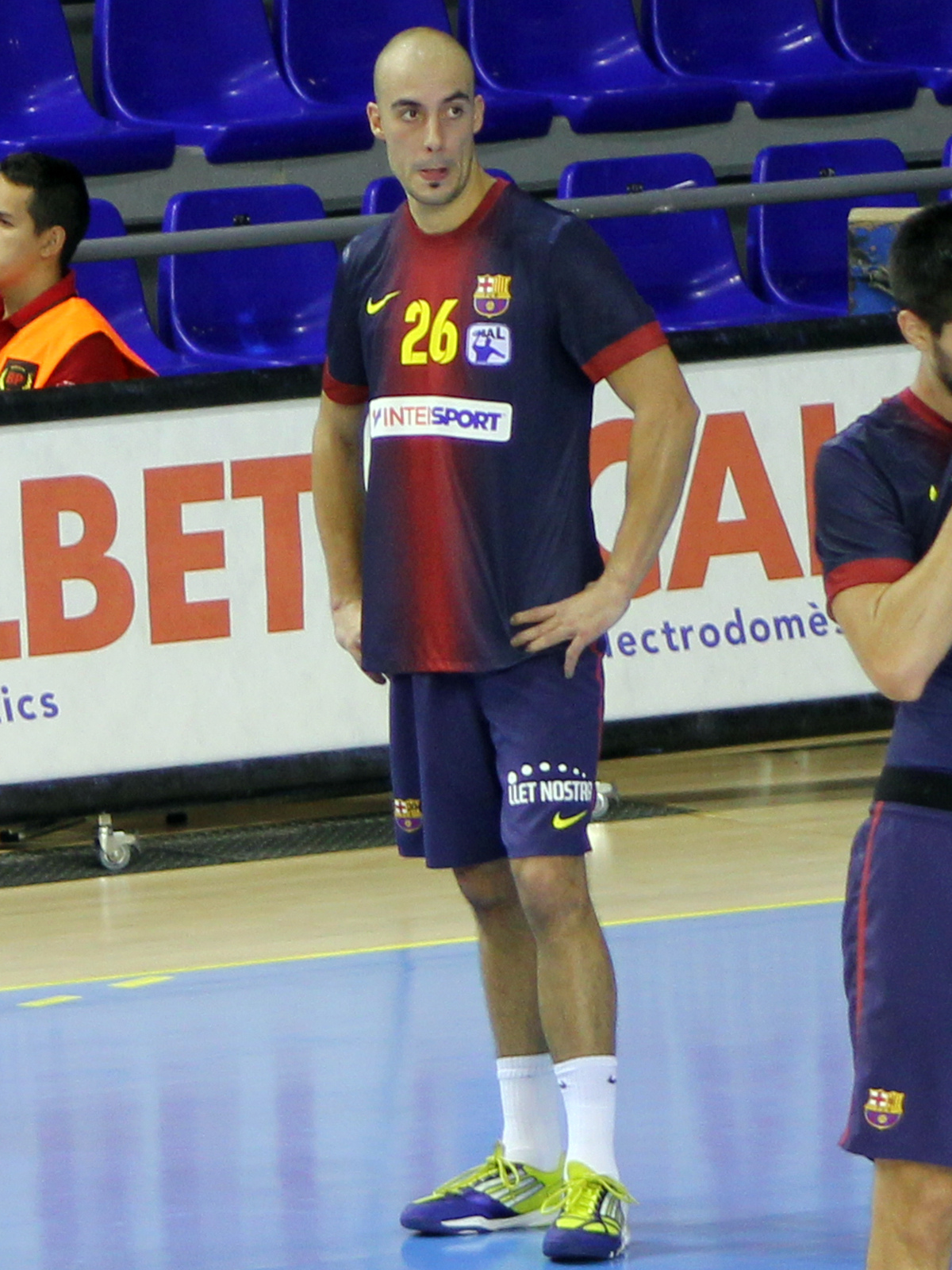
Avec le Barça en 2012
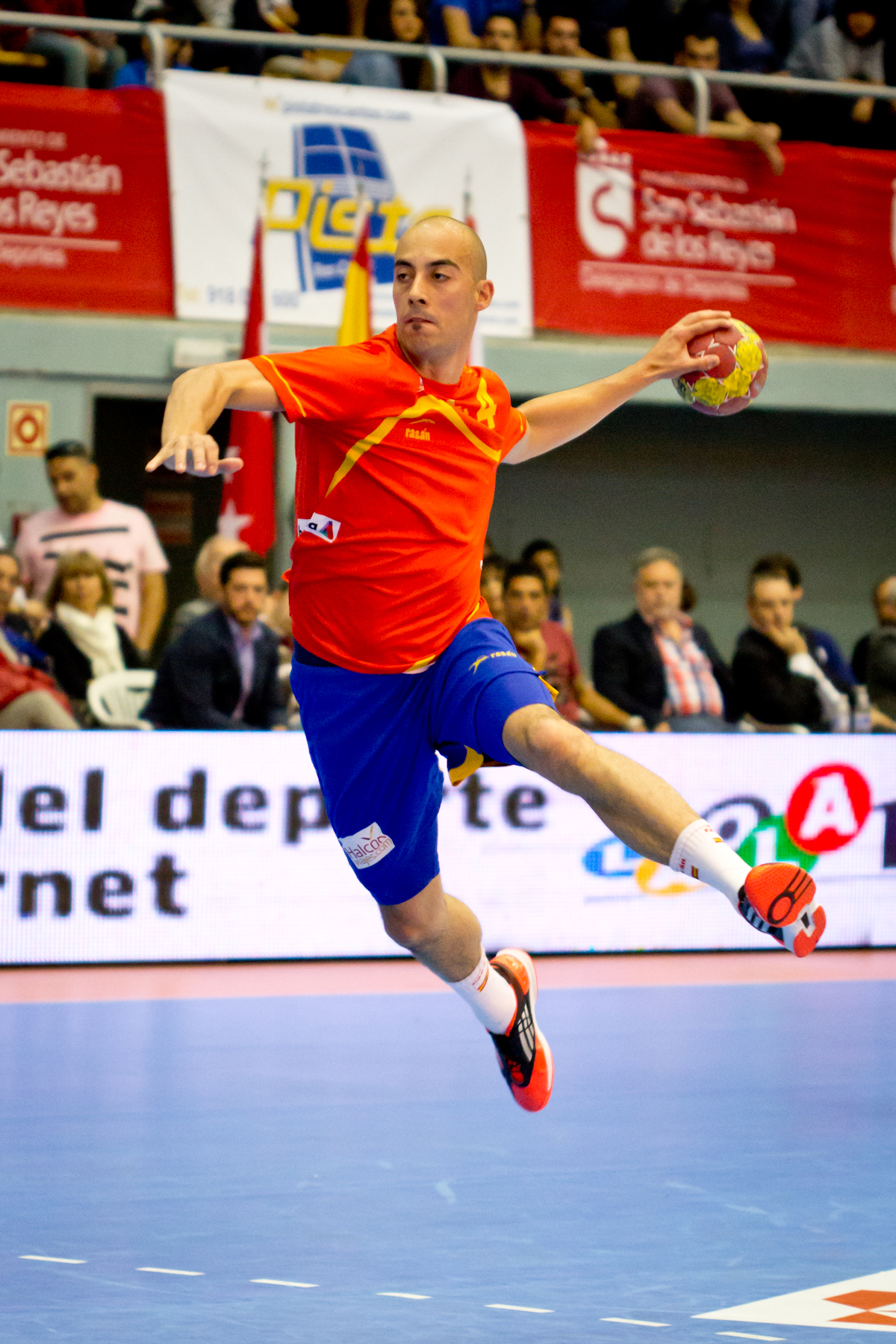
Avec l'Espagne en 2013.
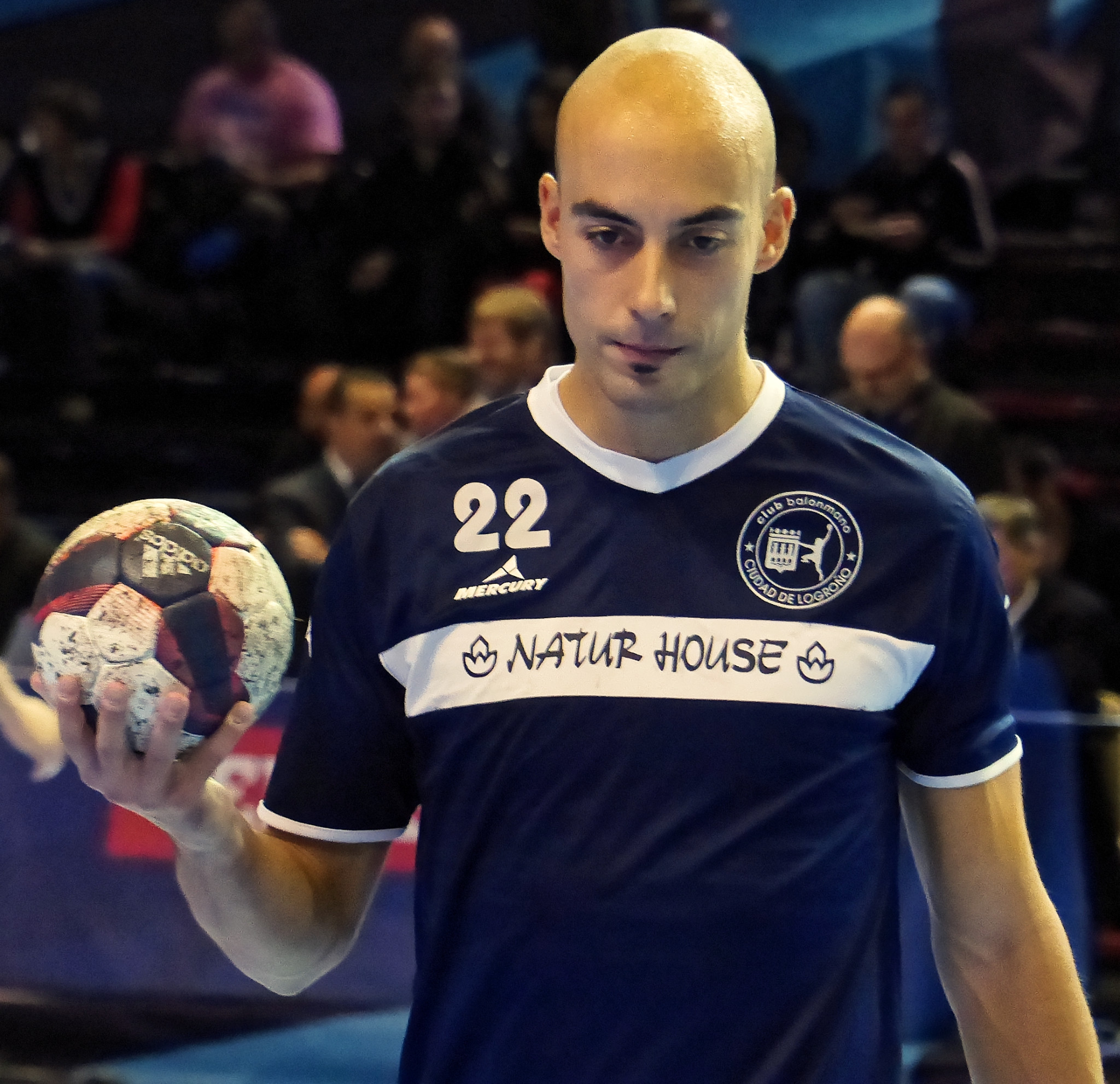
Avec La Rioja en 2014